# 菅井友香
菅井友香（日语：／ Sugai Yūka */?，1995年11月29日—）是日本女藝人，為女子偶像團體櫻坂46前成員與第一任隊長，在櫸坂46時期亦被任命為隊長，東京都出身，所屬經紀公司為TopCoat。2015年以櫸坂46一期生身分出道。2022年11月9日自櫻坂46畢業，以演員為活動重心。

## 經歷
1995年11月29日，菅井出生於東京都。3歲時，開始學習芭蕾舞，小學五年級時，在親友的邀約下開始學習馬術。後來，放棄芭蕾舞，專心學習馬術。中學一年級時，開始練習馬場馬術。
就讀高中後，受到AKB48成員渡邊麻友的影響開始對偶像產生興趣，而就讀的學校禁止學生參與演藝活動。升讀大學後，學習國際政治，隸屬於馬術部，在東京巨蛋擔任啤酒推銷員，也在馬術俱樂部打工，曾考慮未來從事與馬相關的工作。大學二年級時，得知了鳥居坂46的一期生徵選，想要以此為契機踏出改變自己的第一步，便報名參加了。但家人認為她不會通過徵選。
2015年8月21日，通過最後審查正式成為更名後的櫸坂46創團成員，向父母答應，四年內從大學畢業，並繼續留在馬術部，作為加入條件。11月14日，在DiverCity東京舉行的鑑定會中首次與粉絲見面。12月19日，與今泉佑唯、齋藤冬優花、長澤菜菜香一同在東京都昭島市昭島Moritown舉行迷你握手會。
2016年4月6日，以櫸坂46第一張單曲《沉默的多數》而正式出道。7月18日，與守屋茜作為櫸坂46的代表，以「48＆46夢幻隊」的名義出演富士電視台音樂節目《FNS歌謠之夏祭 ～海之日特集～》。8月10日，在櫸坂46第2張單曲《世界上只有愛》的收錄曲《不一樣的藍天》中首次擔任Center。12月15日，與渡邊梨加作為櫸坂46的代表，以「角質層選拔」的名義出演《2016 FNS歌謠祭》的「偶像聯合串燒歌」環節。
2017年1月16日，菅井在漫畫雜誌《週刊Young Magazine》中首次於雜誌披露自己騎馬的照片。1月21日，在幕張展覽館舉行的全國握手會中獲任命為櫸坂46隊長。2月27日，獲選為第4張單曲《不協和音》的選拔成員，並且首次站在第一排。翌日，與今泉佑唯、平手友梨奈、渡邊梨加、渡邊理佐、長濱禰留一同獲選為「坂道AKB」，演唱AKB48第47張單曲《Shoot Sign》的收錄曲《你最愛的 是誰？》。3月27日，成為文化放送節目《RECOMMEN！》的助理主持（常規演出者），這亦是她首次擔任電台節目的主持人。6月7日，在神奈川縣橫濱市根岸競馬記念公苑獲日本馬術聯盟任命為「馬術特別大使」。同日，在文化放送節目《RECOMMEN!》每年一度舉行的「女性偶像只看樣貌總選舉」中，獲選為第11位，櫸坂46來說則是第1位。11月6日，在雜誌《歷史街道》的連載開始。12月15日，獲得坂道MIP。
2018年2月28日，與今泉佑唯、小林由依、長濱禰留、渡邊理佐一同獲選為「坂道AKB」，有份演唱AKB48第51張單曲《Ja-Ba-Ja》的收錄曲《無國境時代》。3月，從大學畢業。4月11日，講談社宣佈替其推出在法國巴黎拍攝的寫真集。4月16日，單獨登上了漫畫雜誌《週刊Young Magazine》。6月4日，再度獲日本馬術聯盟任命為馬術特別大使。同日，在雜誌《日經娛樂！》的連載開始。6月5日，發行首本個人寫真集《未婚妻》（フィアンセ），以5.1萬的銷量取得Oricon公信榜書籍週榜寫真集部門及綜合部門第一位，是繼乃木坂46成員西野七瀨的《我的那些事情》後2018年年度再次有寫真集能夠取得書籍週榜冠軍，並連續三週取得書籍週榜寫真集部門第一位，累積發行量達10.3萬本。同年的書籍年榜寫真集部門則以7.8萬的銷量取得第5位。6月13日，在文化放送節目《RECOMMEN！》每年一度舉行的「女性偶像只看樣貌總選舉」中，獲選第9位，櫸坂46來說則是第1位。9月13日，與澀谷區區長長谷部健、東京急行電鐵社長高橋和夫一同出席了商業設施澀谷stream的開幕禮（此地施工時為櫸坂46出道單曲《沉默的多數》的MV拍攝地）。
2019年1月13日，作為嘉賓出演舞台劇《不能像漫畫一樣。第2卷》的東京公演。1月26日，作為二獎的頒獎嘉賓出席了日本馬術聯盟的頒獎典禮。6月27日，連續3年獲日本馬術聯盟任命為馬術特別大使。同日，出席「馬術競技特別講座 with 菅井友香」。
2020年1月30日至2月12日，菅井擔當主演的舞台劇《飛龍傳2020》開始演出，為個人首次主演舞台劇。6月8日，在《櫸字，會寫嗎？》中透露，在新冠肺炎疫情的自肅期間，進行手術摘除4年前發現在腳部的血管平滑肌瘤。
2021年1月4日，營運單位任命櫸坂46更名為櫻坂46後的正副隊長人選，其中隊長由菅井續任。5月6日，發行個人著作《那一天，我在思考著這些事情》（あの日、こんなことを考えていた）。5月12日，連續5年獲日本馬術聯盟任命為馬術特別大使。12月3日，宣布從擔任約五年的馬術特別大使畢業。
2022年1月11日，開設個人Instagram帳號。2月4日，於櫻坂46官網的個人部落格中宣布因參與演出音樂劇《Curtains》（カーテンズ），而不參與櫻坂46第4張單曲《五月雨啊》。8月22日，於櫻坂46官網的個人部落格中宣布將於11月8日、9日舉辦的第二次全國巡演「As you know？」最終場東京巨蛋公演後，自櫻坂46畢業。11月8日，畢業曲《直到那一日》（その日まで）以數位形式發行。同日，發行畢業寫真集《重要之物》（大切なもの），於沖繩與論島和北海道拍攝，首週銷量約3.5萬本，並連續兩周取得Oricon公信榜書籍週榜寫真集部門第一位。11月9日，於東京巨蛋舉行的第二次全國巡演「As you know？」最終場公演中舉辦畢業典禮，正式從櫻坂46畢業。11月14日播出的《轉角就是櫻坂？》後，正式結束所有在櫻坂46的活動。畢業後，繼續留在與櫻坂46時代相同的Seed & Flower合同會社，進行個人演藝活動。11月24日，開設官方Twitter帳號。12月29日，發行畢業紀念書籍《W安可》（Ｗアンコール）。
2023年2月12日，宣布擔任賽馬直播節目《競馬BEAT》的主持人。同日，開設個人官方網站。
2023年11月29日，宣布移籍至經紀公司TopCoat。
2024年1月8日，與中村百合香共同主演的《追逐遊戲W 職權騷擾的上司是我的前女友》開播，也是菅井首次擔任電視劇主演。

## 人物
菅井的暱稱是Yukkā（ゆっかー）、大小姐（お嬢様）和菅井大人（菅井様），其中後兩個暱稱源自菅井出身望族的家世背景。她是乃木坂46的支持者，在中學時期開始也是AKB48的支持者，尤其喜歡渡邊麻友，曾經前往觀看其個人演唱會。另外，她在幼稚園時曾經學習芭蕾舞，亦有11年古典芭蕾的經驗，過去由於愛看《鑽石王牌》，而在東京巨蛋當過啤酒妹（ビールの売り子）。此外，她與家人以LINE溝通時也會使用日語敬語。
她擅長騎馬，契機是在小學五年級受到同學的邀請，過去曾經因墮馬而導致右肩骨折。中學一年級時，她開始練習馬術，曾經在第28屆全日本青年馬場馬術大會2011兒童級別選手權（2011年）中取得第2位以及在第40屆東京都馬術大會M1課目（2013年）取得第1位。2016年起參與障礙超越，在2017年東關東馬術大會取得第1位，又曾經參加國際馬術掛川2017大會的高分競技部門，大學就讀於學習院女子大學，隸屬於馬術部，最初是騎師，後來改當經理人。
她在高中時曾經同學組成樂團，連續三年在學校的文化祭中表演，位置是電子琴，演唱曲目是生物股長和《K-ON！輕音部》的歌曲等等。另外，她愛看動畫，高中時愛看《魔法少女小圓》，曾經在家裡Cosplay晓美焰，人生第一本買的漫畫是《進擊的巨人》，房間曾經佈滿其海報和人物模型。此外，她也愛看《四月是你的謊言》和《火星異種》。

## 音樂作品
- 標註「★」符號表示該首歌曲有拍攝MV。

### 單曲
櫸坂46
|     | 發行日期       | 單曲名稱         | 參與歌曲名稱       | MV | 備註            |
| --- | -------------- | ---------------- | ------------------ | -- | --------------- |
| 1st | 2016年04月06日 | 沉默的多數       | 沉默的多數         | ★  | 出道作品        |
| 1st | 2016年04月06日 | 沉默的多數       | 牽手回家吧         | ★  |                 |
| 1st | 2016年04月06日 | 沉默的多數       | 沒有你             |    |                 |
| 2nd | 2016年08月10日 | 世界上只有愛     | 世界上只有愛       | ★  |                 |
| 2nd | 2016年08月10日 | 世界上只有愛     | 談談未來吧…        | ★  |                 |
| 2nd | 2016年08月10日 | 世界上只有愛     | 不一樣的藍天       |    | Center          |
| 3rd | 2016年11月30日 | 兩人季節         | 兩人季節           | ★  |                 |
| 3rd | 2016年11月30日 | 兩人季節         | 大人都不相信       | ★  |                 |
| 3rd | 2016年11月30日 | 兩人季節         | 制服與太陽         | ★  |                 |
| 4th | 2017年04月05日 | 不協和音         | 不協和音           | ★  |                 |
| 4th | 2017年04月05日 | 不協和音         | W-KEYAKIZAKA之詩   | ★  | 櫸&平假名櫸坂組 |
| 4th | 2017年04月05日 | 不協和音         | 破碎的手機螢幕     | ★  | 青空與MARRY     |
| 4th | 2017年04月05日 | 不協和音         | 獨特自我           |    |                 |
| 5th | 2017年10月25日 | 就算風吹         | 就算風吹           | ★  |                 |
| 5th | 2017年10月25日 | 就算風吹         | 避雷針             | ★  |                 |
| 5th | 2017年10月25日 | 就算風吹         | 想要在海邊奔跑嗎？ | ★  | 青空與MARRY     |
| 6th | 2018年03月07日 | 打破玻璃！       | 打破玻璃！         | ★  |                 |
| 6th | 2018年03月07日 | 打破玻璃！       | 該回去森林了吧？   | ★  |                 |
| 7th | 2018年08月15日 | 矛盾心理         | 矛盾心理           | ★  |                 |
| 7th | 2018年08月15日 | 矛盾心理         | Student Dance      | ★  |                 |
| 7th | 2018年08月15日 | 矛盾心理         | I'm out            |    |                 |
| 8th | 2019年02月27日 | 黑羊             | 黑羊               | ★  |                 |
| 8th | 2019年02月27日 | 黑羊             | Nobody             | ★  |                 |
| 8th | 2019年02月27日 | 黑羊             | 高跟鞋的高度       | ★  | 與守屋茜合唱    |
| -   | 2020年08月21日 | 誰來鳴響那鐘聲？ | 誰來鳴響那鐘聲？   | ★  | 數字單曲        |

櫻坂46
|     | 發行日期       | 單曲名稱        | 參與歌曲名稱           | MV | 備註                   |
| --- | -------------- | --------------- | ---------------------- | -- | ---------------------- |
| 1st | 2020年12月09日 | Nobody's fault  | Nobody's fault         | ★  | 櫻8                    |
| 1st | 2020年12月09日 | Nobody's fault  | 為什麼我沒有墜入愛河？ | ★  |                        |
| 1st | 2020年12月09日 | Nobody's fault  | 半信半疑               |    |                        |
| 1st | 2020年12月09日 | Nobody's fault  | Plastic regret         |    |                        |
| 1st | 2020年12月09日 | Nobody's fault  | 乘坐末班地鐵           |    |                        |
| 1st | 2020年12月09日 | Nobody's fault  | Buddies                | ★  |                        |
| 1st | 2020年12月09日 | Nobody's fault  | Blue Moon Kiss         |    |                        |
| 2nd | 2021年04月14日 | BAN             | BAN                    | ★  | 櫻8                    |
| 2nd | 2021年04月14日 | BAN             | 偶然的回答             | ★  |                        |
| 2nd | 2021年04月14日 | BAN             | 比我想像中更不寂寞     | ★  |                        |
| 2nd | 2021年04月14日 | BAN             | 你與我與待洗衣物       |    |                        |
| 2nd | 2021年04月14日 | BAN             | Microscope             |    |                        |
| 2nd | 2021年04月14日 | BAN             | 那就是愛啊             |    |                        |
| 2nd | 2021年04月14日 | BAN             | 櫻坂之詩               |    |                        |
| 3rd | 2021年10月13日 | 流彈            | 流彈                   | ★  | 櫻8                    |
| 3rd | 2021年10月13日 | 流彈            | Dead end               | ★  |                        |
| 3rd | 2021年10月13日 | 流彈            | 無言的宇宙             | ★  |                        |
| 3rd | 2021年10月13日 | 流彈            | 美麗Nervous            |    |                        |
| 4th | 2022年04月06日 | 五月雨啊        | 我的兩難               | ★  |                        |
| -   | 2022年11月08日 | 直到那一日 （その日まで） | 直到那一日             | ★  | 畢業曲 數字單曲 Center |

其他
| 發行日期      | 單曲名稱       | 參與歌曲名稱    | MV | 備註    |
| ------------- | -------------- | --------------- | -- | ------- |
| 2017年3月15日 | Shoot Sign     | 你最愛的 是誰？ | ★  | 坂道AKB |
| 2018年3月14日 | Ja-Ba-Ja       | 無國境時代      | ★  | 坂道AKB |
| 2019年3月13日 | 回憶上心頭DAYS | 必然性          |    | IZ4648  |
| 2019年3月13日 | 回憶上心頭DAYS | 初戀之門        | ★  | 坂道AKB |

### 專輯
櫸坂46
|        | 發行日期       | 專輯名稱                                   | 參與歌曲名稱             | 備註            |
| ------ | -------------- | ------------------------------------------ | ------------------------ | --------------- |
| 01st   | 2017年07月19日 | 抹黑純真                                   | 星期一的早晨，裙子被剪了 |                 |
| 01st   | 2017年07月19日 | 抹黑純真                                   | 從哪能看見東京鐵塔？     |                 |
| 01st   | 2017年07月19日 | 抹黑純真                                   | 太陽不會選擇抬頭的人     | 櫸&平假名櫸坂46 |
| 01st   | 2017年07月19日 | 抹黑純真                                   | 危險計劃                 |                 |
| 01st   | 2017年07月19日 | 抹黑純真                                   | 你已不在                 |                 |
| 01st   | 2017年07月19日 | 抹黑純真                                   | 貓咪的名字               |                 |
| 01st   | 2017年07月19日 | 抹黑純真                                   | 這裡沒有的足跡           | 青空和MARRY     |
| 精選輯 | 2020年10月07日 | 比永遠更長的一瞬間～那時確實存在過的我們～ | 跳進十月的泳池           |                 |
| 精選輯 | 2020年10月07日 | 比永遠更長的一瞬間～那時確實存在過的我們～ | 砂塵                     |                 |
| 精選輯 | 2020年10月07日 | 比永遠更長的一瞬間～那時確實存在過的我們～ | Deadline                 |                 |

櫻坂46
|      | 發行日期       | 專輯名稱     | 參與歌曲名稱     | 備註   |
| ---- | -------------- | ------------ | ---------------- | ------ |
| 01st | 2022年08月03日 | As you know? | 摩擦係數         |        |
| 01st | 2022年08月03日 | As you know? | 因條件反射而哭泣 |        |
| 01st | 2022年08月03日 | As you know? | 時光機Yeah！     | Center |

## 演出

### 電視劇
- 誰殺了德山大五郎？（2016年7月17日－10月2日，東京電視台）：飾演 菅井友香[97][98]
- 殘酷的觀眾們（2017年5月18日－7月20日，日本電視台）：飾演 杉崎凛[99]
- 追蹤者遊戲 W 職權騷擾的上司是我的前女友（2024年1月8日－2月27日，東京電視台）：飾演 春本樹（主演）[註 1][100]
  - 追踪者游戏W2 美丽的仙女们（2024年9月19日－11月8日，东京电视台）：飾演 春本树（主演）[101][102][103]
- 商业结婚 -喜欢上了就离婚-（2024年5月27日－7月19日，毎日放送）：飾演 佐山雅（主演）[註 2][104]
- 恋爱餐车（2025年2月4日，Youtube）：飾演 田畑美乃里（主演）[105][106]
- 我喜欢的人是（2025年2月21日，BUMP）：飾演 小宮山莉乃（主演）[107]
- 加奈子的幸福杀手生活（2025年2月28日，DMM TV（日语：DMM TV））：飾演 吉冈清美 [108]
- Laundering（日语：ロンダリング）（2025年7月4日 - ，關西電視台・富士電視台）：飾演 蒼沢夏凜[109]
- 大河劇 豐臣兄弟！（2026年1月－，NHK）：飾演 松[110]

### 电影
- 来拍怪兽电影吧！（2025年1月31日）：飾演 吉田麻衣（女主角）[111]
- 女神降臨：飾演 川島愛美[112]
  - 女神降臨 Before 高校出道篇（2025年3月20日）
  - 女神降臨 After 求婚篇（2025年5月1日）

### 電視節目
- 競馬BEAT（2023年2月26日－，關西電視台）- 主持人[113]
- 菅井友香的馬術課程〜請教我吧！福永老師～（2023年9月29日－12月22日，關西電視台）- 主持人[114]
- 東京GOOD!TREASURE MAP（2024年2月20日－2025年3月25日，東京電視台）- 與哈利杉山輪流每週出演[115][116]
- 开运鉴定团（2024年4月2日－，东京电视台）- 助理[117]

### 舞台劇
- 殘美（2018年11月16日－25日，東京巨蛋表演廳）：飾演 桂雪穗（TEAM BLUE）[118]
- 不能像漫畫一樣。第2卷（2019年2月20日、21日，Symphony Hills 莫札特音樂廳）[47][119]
  - 不能像漫畫一樣。第2卷 靜岡特別Ver.（2019年6月19日、20日，靜岡市民文化會館 大音樂廳）[120]
- 朗讀劇「百合和薔薇」（2019年6月8日，品川王子大飯店 eX俱樂部）：飾演 [121][122]
- 飛龍傳2020（2020年1月30日－2月12日，新國立劇場 中劇場／2月22日－24日，COOL JAPAN PARK OSAKA TT會館）：飾演 神林美智子（主演）[123]
- Curtains（2022年2月26日－3月13日，東京：東京國際論壇 C廳／3月18日－22日，大阪：新歌舞伎座／3月26日－27日，愛知：愛知縣藝術劇場）：飾演 基尼[124][125]
- 塚公平復活祭2023「新・幕末純情傳」（2023年1月28日－2月12日，東京：紀伊國屋Hall／2月17日－19日，神戶：神戶AiiA劇場）：飾演 沖田總司[126]
- 紅鬍子（2023年10月28日－11月12日，東京：明治座／12月14日－12月16日，大阪：新歌舞伎座）：飾演 阿杉[127][128]

### 電台節目
- RECOMMEN！（日语：レコメン!）（2017年4月3日－2021年9月27日，文化放送）- 星期一助理主持[24][129]
- 菅井友香的＃今天也和推加油馬力（2023年3月30日－，文化放送）- 主持人[130][131]

### 網絡節目
- 櫸坂46菅井友香1st寫真集《未婚妻》發售記念直播（2018年6月5日，SHOWROOM）[132]

### 廣告
- 音樂遊戲程式 UNI'S ON AIR 2周年記念電視廣告（2021年10月17日－，曉數碼）[133][134]
- 櫻坂46羅森app抽獎活動（2022年8月5日－，羅森）[135][136]
- 「三得利生啤」卖啤酒的销售员（2024年9月6日－，三得利）[137]

### 活動
- 澀谷線流開幕儀式（2018年9月13日，澀谷線流）[138]
- 來了解馬匹吧！來了解馬術吧！〜迎向東京2020大會的600天前活動〜（2018年12月2日，三軒茶屋交流廣場）[139]
- 馬術競技的概要和魅力（2019年6月27日，JAPAN SPORT OLYMPIC SQUARE）- 特別講師[140]
- 東京養樂多燕子 對 橫濱DeNA海灣之星 開球儀式（2019年7月10日，明治神宮棒球場）[141]
- 東京2020奧運・帕運倒數一年前活動 in 世田谷〜夏日祭典2019〜（2019年7月27日－28日，二子玉川RISE）- 28日出演[142]
- TOKYO制服典藏展2019 日本應援宣言（2019年11月9日，六本木新城）[143]
- MTV VMAJ 2022（2022年11月2日，武藏野之森綜合體育廣場 主場地）- 主持[144]
- TopCoat夏日祭2024 〜SAITEN〜（2024年8月17日，品川城际大厅）- 主持[145]
- Love your moment Garden（2024年9月5日，东京midtown日比谷ATRIUM）- 嘉宾[146]
- JAPANESE CURRY FESTIVAL 2024（2024年9月8日，涩谷Sakura Stage）- 嘉宾[147]
- 令和6年产栃木米新CM发表会（2024年11月1日，東京都內）- 嘉宾[148]
- JoMaloneLondon “A Christmas Special” pop-up event（2024年12月11日）- 嘉宾
- 三得利生啤presents菅井友香的今天也要和推加油马力 大家一起开心活着吧的会（2025年3月1日，New Pier Hall）- 主持

### 见面会
- 猎人游戏W 树雨粉丝活动（2024年4月13日，山野會館）[149][150][151]
- 菅井友香 2024 上海粉丝见面会（2024年11月7日、11月8日，上海万代南梦宫文化中心）
- 菅井友香粉丝见面会in台北（2025年1月19日，台北三创生活园区5F）
- 今天也要和推一起加油马力听众活动（2025年3月1日，东京港区New Pier Hall）
- 追踪者游戏W2_美丽的仙女们 树×雨 粉丝活动２（2025年4月29日，日本消防會館）[152]

### 海报
- 建筑劳动灾害防止协会 坠楼・摔倒灾害防治活动 全国劳动卫生海报 （2024年8月1日）[153]

## 書籍
- 那一天，我在思考著這些事情（あの日、こんなことを考えていた；2021年5月6日，日經BP（日语：日経BP））[154][155]
- W安可（Wアンコール；2022年12月29日，日經BP）[156][157]

### 寫真集
- 未婚妻（フィアンセ；2018年6月5日，講談社）[6]
- 重要之物（大切なもの；2022年11月8日，集英社）[158][159]

### 雜誌連載
- 歷史街道（2017年11月6日－2019年1月5日，PHP研究所）-「動物」與「歷史」的意外關係[28]
- 日經娛樂！（日經BP）
  - 櫸坂46隊長 菅井友香大小姐一直都是認真決鬥（欅坂46キャプテン 菅井友香のお嬢様はいつも真剣勝負；2018年6月4日－2020年10月4日）[39][160]
  - 櫻坂46 菅井友香 總是軒昂有力（櫻坂46 菅井友香 いつも凜々しく力強く；2020年11月4日－2022年11月4日）[161][162][163]

### 網絡連載
- A to Zinba（2017年7月3日－2021年12月3日）[164][165]

## 外部連結
- TopCoat個人介紹頁（页面存档备份，存于）（日語）
- 菅井友香 官方FC （页面存档备份，存于） - TopCoat Land（日語）
- 菅井友香 小红书
- 菅井友香官方網站 - Seed & Flower合同會社（2023年2月12日－11月29日）（日語）
- 菅井友香的Instagram帳戶（2022年1月11日－）（日語）
- 菅井友香及其團隊的X（前Twitter）（2022年11月24日－）（日語）
- 菅井友香 （页面存档备份，存于） - B4ND（2023年12月23日－）（日語）

櫸坂46/櫻坂46時期
- 櫸坂46個人介紹頁（日語）
- 菅井友香 官方部落格 （页面存档备份，存于） - 櫸坂46官方网站（2015年11月13日－2020年10月13日）（日語）
- 櫻坂46個人介紹頁（日語）
- 菅井友香 官方部落格 - 櫻坂46官方網站（2020年10月15日－2022年12月31日）（日語）
- 菅井 友香（櫻坂46）的SHOWROOM專頁（页面存档备份，存于）（日語）
- 菅井友香1st写真集【公式】的X（前Twitter）（2018年4月11日－）（日語）
- 櫻坂46菅井友香畢業写真集【公式】的X（前Twitter）（2022年9月7日－）（日語）
- 櫻坂46 菅井友香 畢業寫真集《重要之物》（页面存档备份，存于） - 週刊YOUNG JUMP官方網站